# Oligodon booliati
Oligodon booliati là một loài rắn trong họ Rắn nước. Loài này được Leong & Grismer mô tả khoa học đầu tiên năm 2004.